# 安迪·馬希提
安德雷斯·馬希提（西班牙語：Andrés Muschietti，1973年8月26日—）或簡稱安迪·馬希提（西班牙語：Andy Muschietti），阿根廷男導演和編劇，他以執導的2013年恐怖片《母侵》而聞名，該片是改編自馬希提製作的同名短片。之後又執導了恐怖片《牠》（2017年）及其續集《牠：第二章》（2019年），以及超級英雄電影《閃電俠》。
他的姊姊芭芭拉·馬希提（Barbara Muschietti）也是電影編劇及監製。

## 影視作品

### 電影
| 年份 | 譯名標題       | 原文標題           | 導演 | 編劇 | 備註       |
| ---- | -------------- | ------------------ | ---- | ---- | ---------- |
| 2008 | 不適用         | Mamá               | 是   | 是   | 短片       |
| 2013 | 《母侵》       | Mama               | 是   | 是   |            |
| 2017 | 《牠》         | It                 | 是   | 否   |            |
| 2019 | 《牠：第二章》 | It Chapter Two     | 是   | 否   |            |
| 2023 | 《閃電俠》     | The Flash          | 是   | 否   |            |
| 2025 | 《電幻國度》   | The Electric State | 否   | 否   | 執行製片人 |

## 外部連結
- 安迪·馬希提在互联网电影资料库（IMDb）上的資料（英文）